# Gerbert Frodl
Gerbert Frodl (* 20. Dezember 1940 in Klagenfurt) ist ein österreichischer Kunsthistoriker. Er war von 1992 bis 2006 Direktor der wissenschaftlichen Anstalt öffentlichen Rechts Österreichische Galerie Belvedere, die zu den österreichischen Bundesmuseen zählt.

## Leben
Gerbert Frodl, Sohn von Walter Frodl, studierte bis 1966 Kunstgeschichte und Archäologie in Wien, seine Professoren waren Otto Demus und Otto Pächt. Nach einem Jahr als Universitätsassistent der Universität Wien tätig und einem Stipendium am Österreichischen Kulturinstitut in Rom, wurde Frodl 1969 Kustos für das 19. Jahrhundert in der Österreichischen Galerie Belvedere. Zahlreiche wissenschaftlichen Arbeiten, Künstlerbiografien, darunter Monographien über Hans Makart, Herbert Boeckl, Gustav Klimt sowie Ausstellungsorganisationen kennzeichnen sein Wirken. 1982 war er Visiting Professor an der Stanford University in Kalifornien und seit 1990 hielt er Seminare über Museumskunde an der Universität Wien. 1992 wurde er zum Direktor der Österreichischen Galerie Belvedere bestellt, die er bis 2006 leitete. Seine Nachfolgerin wurde die ehemalige Leiterin des Salzburger Rupertinums und des Museums der Moderne auf dem Mönchsberg, Agnes Husslein. Frodl ist Träger des Großen Ehrenkreuzes für Verdienste um die Republik Österreich.
Gerbert Frodl ist mit der Kunsthistorikerin Marianne Frodl-Schneemann aus Nijmegen verheiratet, die, wie ihr Mann, Mitglied des Vorstandes der Österreichischen Gesellschaft der Denkmalfreunde ist.

## Kritik
Ein im Jahr 2000 veröffentlichter Prüfbericht des Rechnungshofes kritisierte ein ineffizientes Verwaltungs- und Finanzmanagement, die Aufbau- und Ablauforganisation, das Rechnungs- und Personalwesen und die mangelhafte Gebarungsaufzeichnung. Des Weiteren wurde beanstandet, dass der Verbleib einer großen Anzahl der inventarisierten Sammlungsobjekte unklar sei. Die zuständige Ministerin Elisabeth Gehrer sowie Gerbert Frodl wiesen die Kritik zurück. Die meisten „vermissten“ Objekte entstammen aus Vorgängen, die bis ins Jahr 1850 zurückreichten und administrative Verbesserungen seien bereits gemäß den Empfehlungen des Rechnungshofes durchgeführt. Frodl verwies darauf, dass es ihm gelungen sei, Missstände in seinem Verantwortungsbereich zu bereinigen. Frodl sah auf Nachfrage keine Notwendigkeit für einen Rücktritt und auch die Ministerin schloss eine Ablöse Frodls aus.
1994 erhielt Frodl den Auftrag, gemeinsam mit Herbert Giese eine erste Inventarisierung der Sammlung Leopold vorzunehmen. Den Gesamtwert schätzten die Experten damals auf ca. 7 Milliarden Schilling. Die Schätzung war Grundlage für den geplanten Ankauf der Sammlung von Rudolf Leopold durch die Republik Österreich. Für den in der Folge vereinbarten Preis von 2 Milliarden konnte das Museum Leopold entstehen.
Sowohl die Sammlung Leopold als auch das Belvedere hatten Schwierigkeiten mit Nachweisen der Provenienz. Im Gegensatz zu privaten Sammlern ist die Österreichische Galerie zur Restitution entwendeten Eigentums verpflichtet. Die Österreichische Galerie Belvedere betreibt daher als Wissenschaftliche Anstalt öffentlichen Rechts eine entsprechende Provenienzforschung. In Frodls Zeit als Direktor fällt die Rückgabe mehrerer Bilder von Gustav Klimt, darunter auch die „Goldene Adele“. Frodl sprach von einem „Schlag fürs Haus und für Österreichs Kultur“.

## Veröffentlichungen (Auszug)
- Gerbert Frodl: Hans Makart. Monographie und Werkverzeichnis; Residenz, 1974, ISBN 3-7017-0106-7
- Gerbert Frodl: Herbert Boeckl; Residenz, 1976, ISBN 3-7017-0161-X
- Gerbert Frodl: Wiener Malerei der Biedermeierzeit; Rosenheimer Verlagshaus, 1987, ISBN 3-475-52509-7
- Gerbert Frodl: Gustav Klimt in der Österreichischen Galerie in Wien; Verlag Galerie Welz, 1992, ISBN 3-85349-149-9
- Gerbert Frodl und Marianne Frodl-Schneemann: Die Blumenmalerei in Wien; Wien, Böhlau, 2010, ISBN 978-3-205-78558-3
- Gerbert Frodl und Agnes Husslein-Arco (Hrsg.): Hans Makart Werkverzeichnis der Gemälde; Weitra, Verlag Bibliothek der Provinz, 2013; ISBN 978-3-99028-194-9